# Jaguaquara
Jaguaquara là một đô thị thuộc bang Bahia, Brasil. Đô thị này có diện tích 960,398 km², dân số năm 2007 là 46001 người, mật độ 47,9 người/km².